# Victorina Himeji
Il Victorina Himeji (ヴィクトリーナ姫路) è una società pallavolistica femminile giapponese, con sede a Himeji: milita nel campionato giapponese di SV.League.

## Storia
Il Victorina Himeji viene fondato il 14 marzo 2016 e registrato nello stesso anno alla JVA, nel 2017 il club prova a rilevare i diritti di partecipazione alla V.Challenge League I del Sendai Belle Fille, club in bancarotta, mettendo sotto contratto almeno otto giocatrici del club in chiusura; tuttavia le trattative portano a due soli accordi siglati con le giocatrici in uscita dal club di Sendai, che concludono la trattativa con un nulla di fatto. 
Nel 2018, dopo la riorganizzazione dei campionati giapponesi, il Victorina Himeji viene ammesso alla V.League Division 2 per la stagione 2018-19, che conclude in vetta alla classifica, ottenendo la promozione diretta in V.League Division 1, dove debutta nella stagione seguente.

## Rosa 2019-2020
| N° | Nome             | Ruolo | Data di nascita   | Nazionalità sportiva |
| -- | ---------------- | ----- | ----------------- | -------------------- |
| 1  | Riho Sadakane    | S     | 13 aprile 1996    | Giappone             |
| 2  | Miki Sakurai     | P     | 1º maggio 1996    | Giappone             |
| 3  | Sakie Takahashi  | L     | 18 aprile 1993    | Giappone             |
| 4  | Yūko Asazu       | O     | 27 agosto 1985    | Giappone             |
| 5  | Arisa Nagano     | C     | 13 settembre 1996 | Giappone             |
| 6  | Yuka Kanasugi    | S     | 16 giugno 1995    | Giappone             |
| 7  | Nao Horigome     | P     | 26 giugno 1996    | Giappone             |
| 8  | Kyoko Katashita  | L     | 13 luglio 1989    | Giappone             |
| 9  | Kana Yoshioka    | C     | 14 ottobre 1995   | Giappone             |
| 10 | Mirei Wakita     | S     | 10 dicembre 1996  | Giappone             |
| 11 | Ivna Marra       | O     | 25 gennaio 1990   | Brasile              |
| 13 | Saki Tanaka      | S     | 21 settembre 1996 | Giappone             |
| 14 | Rie Takaki       | C     | 9 agosto 1983     | Giappone             |
| 15 | Shuna Omoto      | C     | 2 maggio 1995     | Giappone             |
| 17 | Hazuki Nakamoto  | C     | 26 agosto 1995    | Giappone             |
| 18 | Yurika Mizoguchi | L     | 23 settembre 1995 | Giappone             |
| 19 | Haruka Kojima    | P     | 6 novembre 1996   | Giappone             |
| 20 | Mutsumi Yasuda   | S     | 13 giugno 1996    | Giappone             |